# Baia di Liverpool

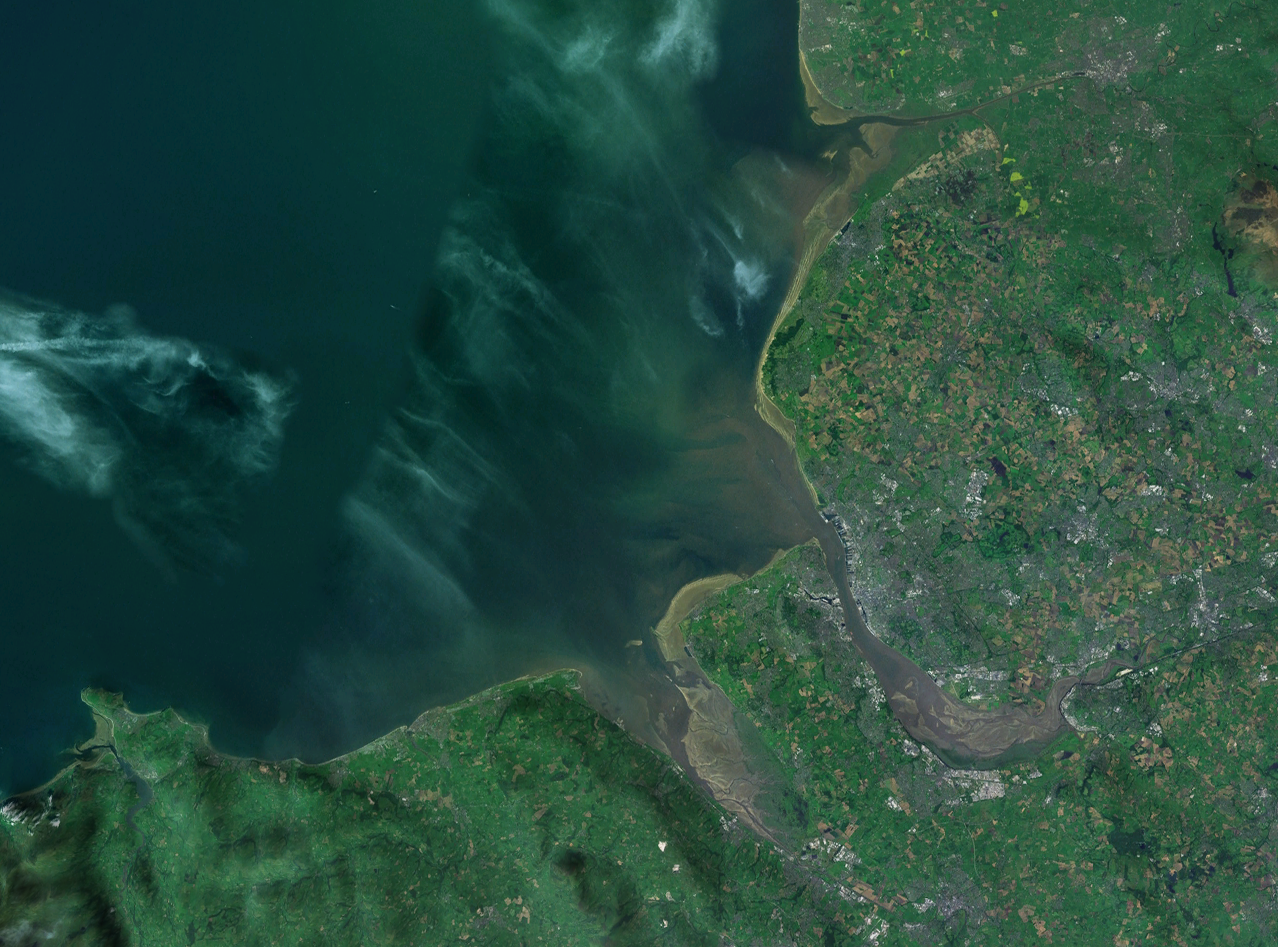
Immagine satellitare di un tratto della baia di Liverpool

La baia di Liverpool (in inglese: Liverpool Bay) è un'insenatura del mare d'Irlanda, che si estende tra l'Inghilterra nord-occidentale e il Galles settentrionale e che prende il nome dalla città di Liverpool.
Si tratta di una delle 120 aree in cui è divisa l'Inghilterra da Natural England a scopo conservativo.

## Geografia
La baia di Liverpool si estende tra le contee inglesi del Merseyside, del Lancashire e del Cheshire e le contee gallesi del Flintshire, di Conwy, di Gwynedd, e di Anglesey.
Sulla baia di Liverpool sfociano i fiumi Mersey, Dee, Alt, Clwyd e Conwy (nel tratto chiamato baia di Conwy).

### Località che si affacciano sulla baia di Liverpool

#### Inghilterra[3]
- Southport
- Crosby
- Liverpool
- Wallasey
- Hoylake

#### Galles[3]
- Flint
- Prestatyn
- Rhyl
- Abergele
- Colwyn Bay
- Llandudno
- Conwy
- Penmaenmawr
- Llanfairfechan
- Aber
- Bangor
- Beaumaris
- Benllech

## Storia
Nel 2017 furono installate lungo la baia di Liverpool le turbine eoliche più grandi del mondo.